# William Chittick
Pour les articles homonymes, voir Chittick.
William C. Chittick, né le 29 juin 1943 à Milford (Connecticut) est un philosophe, professeur d'université, traducteur et interprète de textes philosophiques et mystiques islamiques classiques. Il est surtout connu pour ses travaux sur Djalâl ad-Dîn Rûmî et Ibn Arabi, sur l'école d'Ibn Arabi, la philosophie islamique et la cosmologie islamique.

## Biographie
Né à Milford (Connecticut), Chittick a d'abord étudié au College de Wooster dans l'Ohio, puis a obtenu un doctorat en littérature persane à l'Université de Téhéran, sous la direction de Seyyed Hossein Nasr en 1974. Il a enseigné la religion comparée à l'Université technique Aryamehr de Téhéran et a quitté l'Iran avant la révolution de 1979. 
Chittick est actuellement professeur d'études asiatiques et américano-asiatiques  à l'Université Stony Brook,,,,. En 2014, il a reçu la bourse Guggenheim pour ses contributions universitaires.

## Principales publications
- The Sufi Path of Love: The Spiritual Teachings of Rumi, Albany, State University of New York Press, 1983.
- The Sufi Path of Knowledge: Ibn al-'Arabi's Metaphysics of Imagination , Albany, State University of New York Press, 1989.
- Imaginal Worlds: Ibn al-'Arabi and the Problem of Religious Diversity, Albany, State University of New York Press, 1994.
- Avec Sachiko Murata, The Vision of Islam , New York, Paragon House, 1994.
- (tr) Varolmann Boyutlari. Tasavvuf ve Bahdetü'l-Vücud Üstüne Yazılar (« The Dimensions of Existence »), A collection of seventeen essays edited and translated by Turan Koç, Istanbul, Insan Yayınları, 1997.
- The Self-Disclosure of God: Principles of Ibn al-'Arabi's Cosmology , Albany, State University of New York Press, 1998.
- Sufism: A Short Introduction, Oxford, Oneworld, 2000.
- The Heart of Islamic Philosophy:The Quest for Self-Knowledge in the Teachings of Afdal al-Din Kashani Oxford, Oxford University Press, 2001.
- Ibn 'Arabi: Heir to the Prophets, Oxford, Oneworld, 2005.
- The Sufi Doctrine of Rumi, Bloomington, World Wisdom, 2005 (Illustrated Editions) / Trad. française: La Doctrine soufie de Rûmî, Wattrelos, Tasnîm, 2019.
- Science of the Cosmos, Science of the Soul: The Pertinence of Islamic Cosmology in the Modern World , Oxford, Oneworld, 2007.
- Avec Sachiko Murata et Tu Weiming, The Sage Learning of Liu Zhi: Islamic Thought in Confucian Terms, With a New Translation of Jāmī's Lawā'iḥ from the Persian by William C. Chittick, Cambridge (MA), Harvard University Asia Centre, 2009.
- In Search of the Lost Heart: Explorations in Islamic Thought. An anthology of Chittick's writings (from 1975 to 2012) edité par Mohammed Rustom, Atif Khalil, et Kazuyo Murata , Albany, State University of New York Press, 2012.
- Divine Love: Islamic Literature and the Path to God, New Haven, Yale University Press, 2013.

### Articles
- (en) « The Anthropology of Compassion », Journal of the Muhyiddin Ibn Arabi Society, vol. 48,‎ 2010 (lire en ligne)
- (en) « EBN AL-ʿARABĪ, MOḤYĪ-al-DĪN Abū ʿAbd-Allāh Moḥammad Ṭāʾī Ḥātemī », sur iranicaonline.org, Encyclopædia Iranica, 2011 (consulté le 19 février 2023)